# Burnham Deepdale
Burnham Deepdale är en by i civil parish Brancaster, i distriktet King's Lynn and West Norfolk, i grevskapet Norfolk i England. Byn är belägen 14 km från Hunstanton. Burnham Deepdale var en civil parish fram till 1935 när blev den en del av Brancaster. Civil parish hade 81 invånare år 1931. Byn nämndes i Domedagsboken (Domesday Book) år 1086, och kallades då Depedala.